# Johann Karl Burckhardt
Johann Karl Burckhardt (Leipzig, 30 de abril de 1773 – 22 de junho de 1825) foi um astrônomo e matemático alemão, mais tarde naturalizado cidadão francês, tornando-se conhecido como Jean Charles Burckhardt. É lembrado em particular por seu trabalho sobre astronomia fundamental, e por sua teoria lunar, que foi de uso generalizado para a construção de efemérides navegacionais da Lua na maior parte da primeira metade do século XIX.

## Formação e carreira
Burckhardt nasceu em Leipzig, onde estudou matemática e astronomia. Foi mais tarde assistente no Observatório de Gotha e foi aluno de Franz Xaver von Zach. Por recomendação de Zach trabalhou no observatório da Escola Militar de Paris, então dirigido por Jérôme Lalande. Foi apontado como astronome-adjoint do Bureau des Longitudes e recebeu a documentação de naturalização como cidadão francês em 1799, e foi eleito para o L'Institut National des Sciences et des Arts em 1804. Após a morte de Lalande em 1807, Burckhardt tornou-se diretor do observatório da Escola Militar de Paris. Foi eleito membro honorário estrangeiro da Academia de Artes e Ciências dos Estados Unidos em 1822.